# Odiavum
Odiavum (noto anche come Odiabum e Azaum, abitanti: Odiavenses) era un forte romano che faceva parte della catena di postazioni militari presenti lungo il limes danubiano nel settore pannonico, lungo il Danubio, che costituiva la frontiera dell'Impero romano.
Il forte era posto tra il forte legionario di Brigetio (a ovest) e il forte di Crumerum (a est).
I resti del forte sono stati rinvenuti lungo la riva sud del fiume nel quartiere orientale del Comune ungherese di Almásfüzitő, nella Provincia di Komárom-Esztergom.
Nel 1976 l'area del forte fu interessata dalla realizzazione di un enorme bacino di decantazione di fango rosso, residuo della lavorazione dell'alluminio altamente tossico. Attualmente il sito è interessato da opere di bonifica ed è coperto da humus..

## Nome

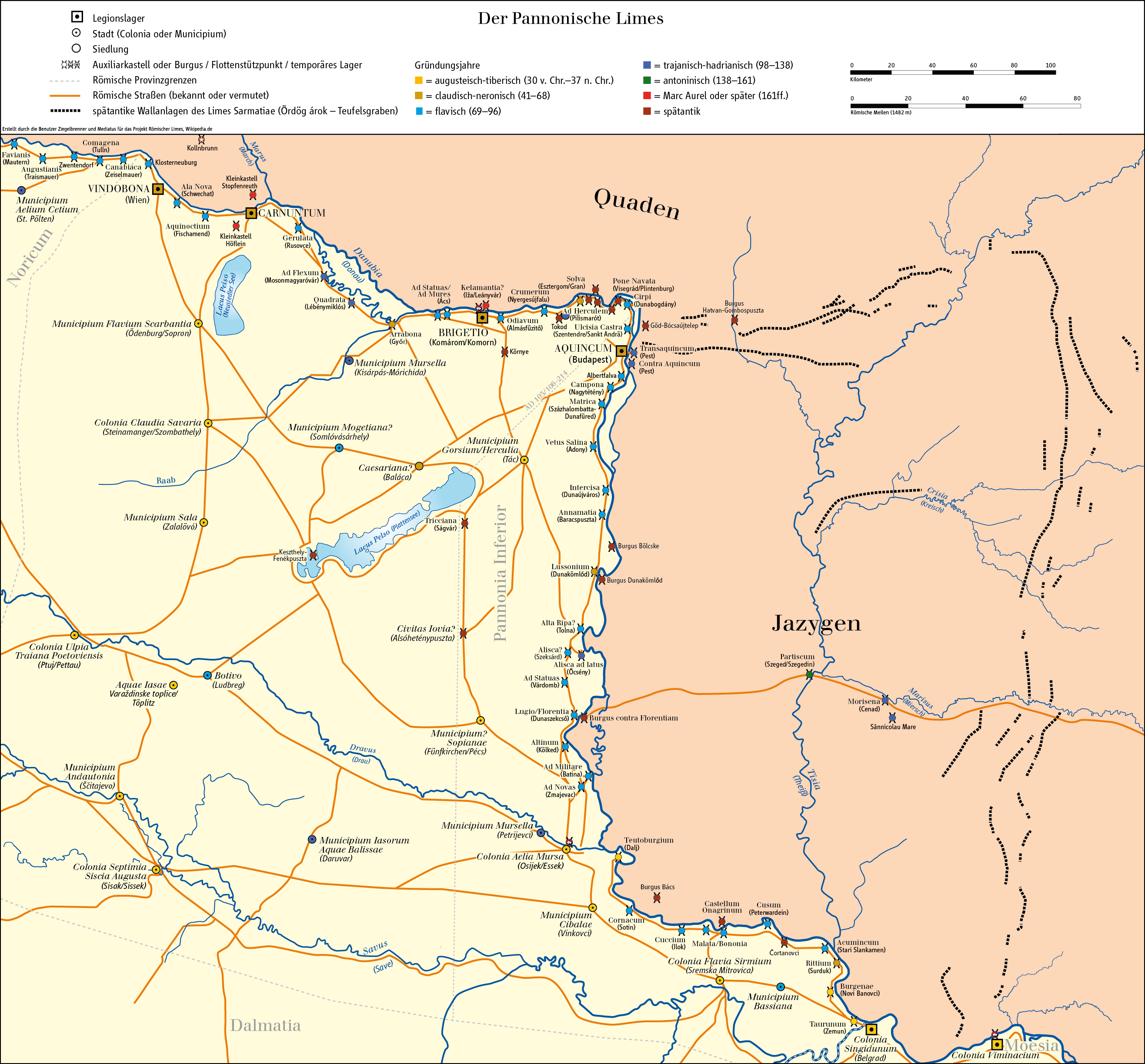
La posizione del forte all'interno del settore della Pannonia Superiore del Limes Danubiano.

Per il sito del forte romano di Almásfüzitő si possono identificare due varianti del nome antico. L'Itinerarium Antonini, un elenco delle principali strade romane del III secolo d.C., chiama il luogo Azaum ("Azao"). Nella Notitia dignitatum, un manuale dello Stato romano della prima metà del V secolo d.C., il forte è citato come Odiabum ("Odiabo").
Un altare dedicato a Giove e a Giunone, rinvenuto nel 1972 nella fortezza tardoantica ove era impiegato come materiale di spoglio e oggi conservato a Tata, ha confermato la variante Odiavens(es) per gli abitanti del forte, oltre a confermare la corretta identificazione di questo presidio.
Sulla base del corpus di iscrizioni, i ricercatori concordano sul fatto che la forma corretta e originale del nome sarebbe stata Azaum, perché il luogo del forte corrisponde all'area di insediamento della tribù indigena degli Azali. Comunque, vi è anche la possibilità che Azaum sia una variante di Odiabum. 
Più recenti considerazioni dell'archeologa Horváth indicano che il nome Azaum potrebbe derivare da un gruppo di Azali che, durante la fase di occupazione romana della Pannonia, nei primi anni del I secolo d.C., risiedevano nell'area del forte. Questo insediamento, tuttora non identificato, sarebbe stato successivamente cancellato dalla fondazione romana del forte con il nome di Odiavum.

## Posizione
Sono noti rinvenimenti di reperti preromani ad Almásfüzitő che vanno dall'età del rame all'età del bronzo e fino alla prima età del ferro.
Tracce di insediamento dell'età del rame sono state trovate anche sotto il livello stratigrafico di età romana.
Il forte progettato dagli antichi ingegneri sorgeva tra il Danubio e l'odierna strada n. 10. Sull'altra sponda del fiume, vi era il territorio della tribù germanica dei Quadi, spesso pericolosa per Roma. La principale attività della guarnigione romana era l'osservazione di questo territorio. Il sito militare era stato strategicamente collocato su un alto terrazzo soprastante il dolce pendio digradante verso il Danubio. Le fonti antiche riferiscono di paludi e acquitrini che formano il territorio di Almásfüzitő. A ovest del terrazzo, da dove la guarnigione aveva una buona visuale a tutto tondo, era possibile osservare dall'alto di un terreno alluvionale più elevato il Danubio.
A sud e ad est, inoltre, c'era una zona ancora più profonda, che si era formata da bacini fluviali dell'Olocene antico.
Per l'approvvigionamento idrico si utilizzava il fiume Fekete (cioè fiume "nero"), che si immetteva nel Danubio poco a est del forte.
A est e ovest delle antiche fortificazioni, si allungano oggi le strade n. 1 e n. 10, che ripercorrono in gran parte il percorso dell'antica strada, aggirando poi il castello in direzione sud a grande distanza. Questo cambiamento di direzione non ha nulla a che fare con la costruzione di un impianto di produzione di alluminio del XX secolo, che da allora sorge sopra le strutture romane, ma è già rilevabile nelle mappe storiche.
A sudovest del presidio c'era un antico crocevia, che è ancora in uso oggi. Da qui, in epoca romana, si staccava dalla strada del Limes, di importanza militare e commerciale, una diramazione, che correva lungo un ampio arco da ovest a sud, in direzione della ben popolata, già in antico, regione di Tata (in antico Dotis).
Da questa città partono le tracce dell'acquedotto che riforniva di acqua il campo legionario di Brigetio, che si trovava a soli 6 km a ovest di Odiavum.

## Storia delle ricerche

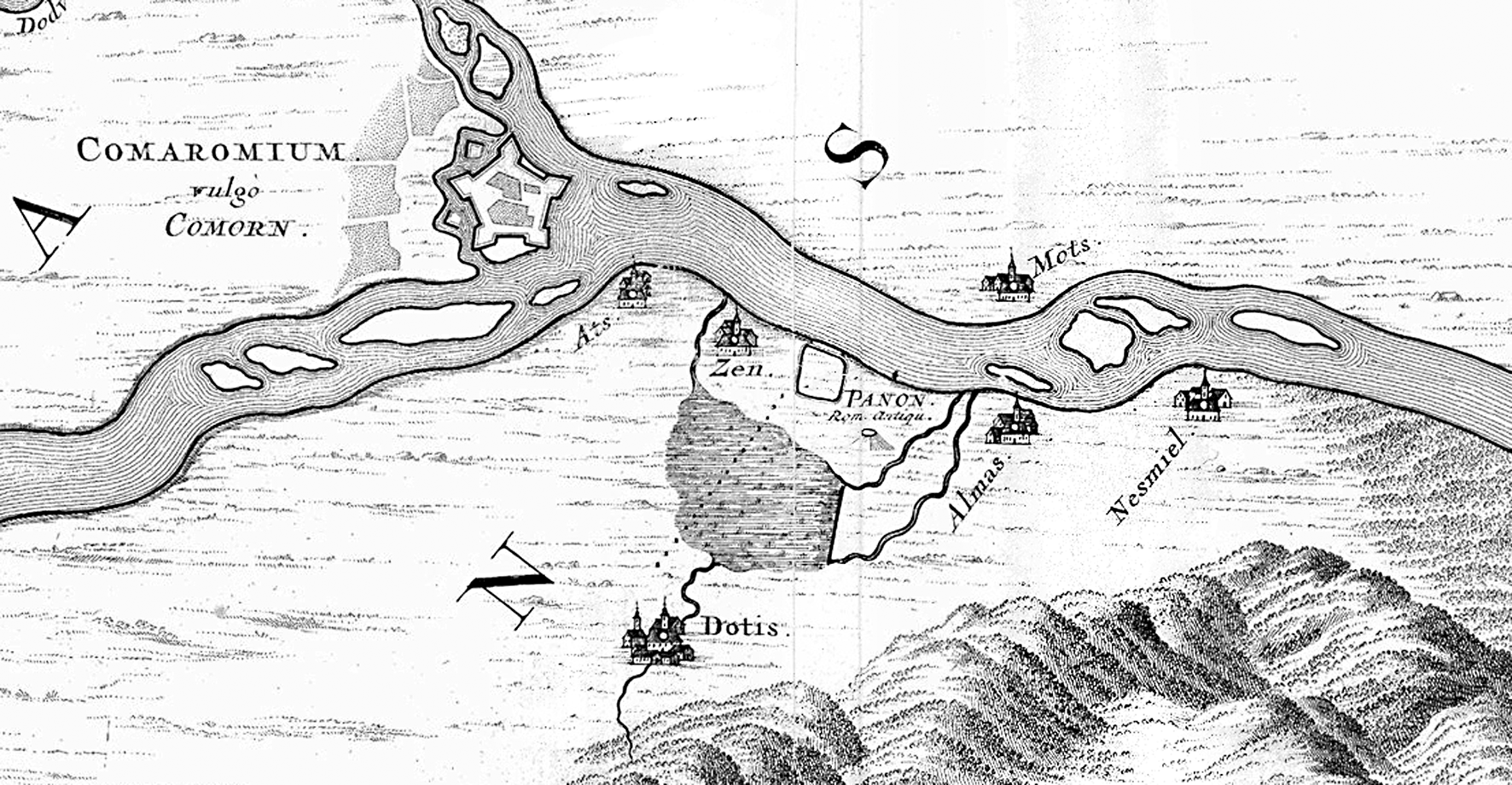
Il campo legionario di Brigetio, al centro dell'immagine, e i suoi dintorni nella carta di Luigi Ferdinando Marsigli pubblicata nel 1726. A sud del campo inizia il territorio paludoso, che è chiaramente delimitata dalla diga romana di Almásfüzitő. Il nome di luogo Dotis sta per Tata

A sud-ovest della posizione del forte, si trova una diga di pietra, realizzata in età romana e su cui correva la strada del Limes, che suscitò l'interesse dei primi studiosi.
Quest'opera fu disegnata per la prima volta dall'ufficiale italiano e appassionato di Storia Luigi Ferdinando Marsigli (1658–1730) e in seguito fu descritta da molti studiosi.
Dal XIX secolo, una linea ferroviaria costeggia la strada nella zona dell'incrocio per l'antica diga. L'area del forte, con le sue fondazioni e le trincee difensive ancora visibili, rimase intatta fino al 1881, quando iniziò la demolizione dei ruderi.
Nel 1930, uno dei più importanti archeologi ungheresi specializzato in Preistoria, Lajos von Marton (1876-1934), visitò il sito del forte e trovò almeno le trincee ancora in un buono stato di visibilità. Una veduta aerea del 1940 permette di riconoscere ancora chiaramente il fossato del forte tardo romano.
In seguito, l'area del forte e i suoi dintorni rimangono relativamente non sfruttati fino al 1976.
Ma poi è stato sviluppato il piano per l'ampliamento di un impianto di grandi dimensioni per la produzione di alluminio e i livelli archeologici romani ubicati in prossimità del Danubio in questo anno furono interessati dalla realizzazione di ulteriori bacini di sedimentazione, in cui successivamente furono sversati milioni di metri cubi di fango rosso. Lo spessore dello strato di fango contenente ferro, alluminio, arsenico e cromo nel bacino realizzato sul sito del forte raggiunge in media 15 metri.
Dopo la chiusura della fabbrica di alluminio, avvenuta nel 1997, l'area è oggi nuovamente coltivata.
La continua minaccia di rischi ambientali soprattutto dal bacino di sedimentazione del fango posto sopra il forte è già stata affrontata dalla stampa.
Fino alla distruzione del forte e di parti del villaggio vicino, gli archeologi sono stati in grado di ottenere solo una visione molto limitata degli antichi strati archeologici.
Pertanto, l'attuale conoscenza del sistema militare è basata sui risultati degli scavi compiuti negli anni 1959-1960 da Ferenc Fülep (1919-1986), su quelli degli anni 1971-1973 compiuti in emergenza dall'ex direttore del Kuny Domokos Megyei Múzeum di Tata, Endre Bíró, e su fotografie aeree storiche.
Il Vicus, posto a circa 500 metri a sudovest del forte e ancora accessibile, è stato indagato scientificamente tra il 1998 e il 2004 sotto la direzione di Friderika Horvath (nata nel 1970) in sezioni di piccole dimensioni.

## Storia

### Forte di legno e terra
Durante il 1959, intervenendo per liberare la torre angolare sudoccidentale, Fülep rilevò tracce di un forte realizzato in legno e terra sottostante al più tardo forte di pietra, senza tuttavia essere in grado di datarlo.
Dopo l'identificazione di bolli laterizi, scoperti a partire dal 1998 nel villaggio del forte, si ritiene che il primo forte fu con ogni probabilità fondato durante il regno dell'imperatore Traiano (98-117).
Questi cosiddetti bolli ATB sono certamente dell'Ala I Bosporanorum (I unità di cavalleria dei Bosporiani) e della Legio XI Claudia Pia Fidelis, che furono probabilmente di stanza nella vicina Brigetio nel ristretto periodo compreso fra il 101 e il 105 d.C.
Questi ritrovamenti hanno supportato l'ipotesi temporale della fondazione, come d'altra parte aveva sostenuto l'epigrafista Barnabás Lőrincz (1951-2012).
Non è nota l'estensione del primo forte, sebbene come presidio di cavalleria dovesse avere dimensioni simili a quelle del forte di pietra.

### Forte in pietra
Dal periodo del regno dell'imperatore Adriano (117-138) fino alla tarda antichità, si può identificare con sicurezza l'Ala III Augusta Thracum sagittaria cives Romanorum (terza unità augusta di arcieri a cavallo di cittadini romani traci) come guarnigione di Almásfüzitő.
I Traci furono anche coloro che, sotto l'imperatore Antonino Pio (138-161), costruirono il forte in pietra che si estende su 3,37 ettari.
Si riporta un'iscrizione di fondazione, che fu scoperta nel 1972 reimpiegata nella costruzione del forte tardoantico:
[Im]p(eratori) Caes(ari) Divi
[Ha]dr(iani) f(ilio) Divi Tra(iani) Part(hici)
[ne]p(oti) Divi Nervae pro
[nep(oti)] T(ito) Ael(io) Hadr(iano) Antoni(no)
[A]ug(usto) Pio p(atri) p(atriae) pontif(ici) max(imo) trib(unicia)
[pot(estate) --- c]o(n)s(uli) IIII sub C(aio) Cl(audio) Maxi-
[mo leg(ati) Aug(usti) pr(o) pr(aetore) ala III] Aug(usta) Thr(acum)
[sag(ittaria) ---]
Grazie alla citazione dell'ex governatore della Pannonia Superiore Gaio Claudio Massimo è possibile datare l'iscrizione agli anni compresi fra il 150 e il 155 d.C.
Costruito in questo periodo, il forte misurava 166 x 203 metri (= 3,37 ettari) e aveva il lato della porta Pretoria (lato stretto) orientato a nordest, direzione dalla quale si attendeva che, dall'altra sponda del Danubio, provenisse il nemico.
L'impianto aveva la pianta rettangolare tipica del periodo imperiale, con gli angoli arrotondati (a forma di carte da gioco).
Oltre alle quattro torri angolari, la fortificazione presentava 6 torri intermedie su ciascuno dei lati lunghi e 4 torri intermedie su ciascuno dei lati corti, delle quali due, che furono oggetto di scavo, penetravano con le loro strutture edilizie direttamente all'interno del muro di cinta.
La cinta muraria, realizzata in pietra, consisteva in un muro spesso 2,2 metri ed era preceduta da due fossati doppi a forma di V di 3,5 metri di larghezza.
Addossata al muro difensivo, all'interno del campo, fu costruita una rampa di terra con il materiale proveniente dallo scavo dei fossati.
Oltre al suo uso come rinforzo del muro, la rampa è stata utilizzata anche come passerella.
Fülep individuò questa rampa in più punti sul lato ovest della fortezza, tra la Via sagularis (via di circonvallazione interna del forte) e il muro di pietra.
Si trattava di zolle gialle e nere.
Solo dopo il regno dell'imperatore Marco Aurelio (161-180), ma più probabilmente sotto l'imperatore Caracalla (211-217), furono realizzate le quattro porte a singolo passaggio di ingresso al forte, che si aprono in direzione dei punti cardinali; delle porte, due erano affiancate da torri quasi quadrate (6 × 6,5 metri), che sporgevano di circa 0,80 metri dal lato esterno del muro di difesa.
Una simile soluzione costruttiva poteva essere osservata anche presso il forte Intercisa. Lì, le torri di pietra furono edificate in concomitanza con la presenza di Caracalla in Pannonia nel 214 d.C..
All'esterno le torri misurano 6 x 6,5 metri, mentre all'interno misurano 3,5 x 3,7 metri. La Via principalis, che collegava la porta occidentale alla porta orientale, era larga 9 metri.
Durante una seconda fase, nel III secolo, la torre settentrionale della Porta principalis sinistra, la porta della fortezza che si apriva a ovest, fu ampliata in direzione est, verso l'interno del forte, ma, al contempo, la porta fu chiusa con un muro rettilineo.
Non è più possibile conoscere la finalità per la quale fu realizzato questo intervento, ma, in questo periodo, la chiusura di porte della cinta di difesa avvenne anche in altri forti del Limes. Così, ad esempio, avvenne nel forte di Vetoniana (Pfünz) del limes retico, dove fu murato uno dei due accessi alla Porta principalis sinistra.
Un'iscrizione rinvenuta nel 1972, risalente agli anni di regno dell'imperatore Massimino Trace (235–238) e riutilizzata come materiale di spoglio nel piccolo forte tardoromano, ricorda i lavori di costruzione nell'area del forte. Ma per il successivo reimpiego dell'iscrizione, non è più possibile riconoscere la sua collocazione originale e quali fossero i lavori di costruzione in essa ricordati.
La tabella rettangolare prevista per l'iscrizione riporta al suo centro una sola riga scolpita: Ala III Thrac[um Maximiniana], in cui il titolo onorifico Maximiniana fu cancellato per Damnatio memoriae dopo la morte di Massimino Trace. Sopra e sotto la singola riga con il nome dell'unità di cavalleria, vi era spazio per altre righe di testo, ma non furono mai scritte.

### Ristrutturazione in età tardoromana
In un momento non esattamente definibile durante la prima metà del IV secolo d.C., furono edificate delle possenti torri a forma di ventaglio in sostituzione delle precedenti torri angolari quadrate con fronte arrotondata (forma a ferro di cavallo).
Torri di questa tipologia sono tipiche nelle fortificazioni di età tardoantica; se ne possono osservare in molti presidi lungo il Limes danubiano pannonico e possono appartenere a un unico intervento costruttivo organizzato di durata più o meno lunga.
Le possenti torri a ventaglio si estendono oltre il muro di cinta del forte, fino a occupare l'interno del doppio fossato, che fu colmato. Ciò rese necessario lo scavo di un nuovo fossato singolo, a una distanza di circa 10-12 metri dal muro di cinta.
Una moneta rinvenuta nel forte di Baracspuszta della Pannonia inferiore, coniata sotto il regno dell'imperatore Costantino II (337–340), fissa il termine ante quem sono stati effettuati questi lavori edili.
Ad un'altra fase costruttiva risale la chiusura di tre porte del forte, a seguito della quale solo la Porta Praetoria, la porta principale settentrionale, rimase aperta. 
Per la chiusura, fu eretto un muro a forma di U che sporgeva verso l'esterno di 0,80 metri dal muro di difesa o una torre della stessa forma di quelle poste ai lati della porta.
Anche per questi interventi si riscontrano numerosi paralleli lungo il Limes Pannonicus.
Fra i ruderi di un simile baluardo a Baracspuszta, nel 2005 si rinvenne un totale di 50 mattoni con bolli dell'ex comandante in capo della provincia, il duca Terenzio, cosa che permise una datazione molto precisa - almeno in questo punto del forte - al regno dell'imperatore Valentiniano I (364-375).
I bolli laterizi del periodo di Valentiniano sono venuti alla luce anche durante gli scavi di emergenza effettuati agli inizi degli settanta del XX secolo ad Almásfüzitő.

### Piccolo forte

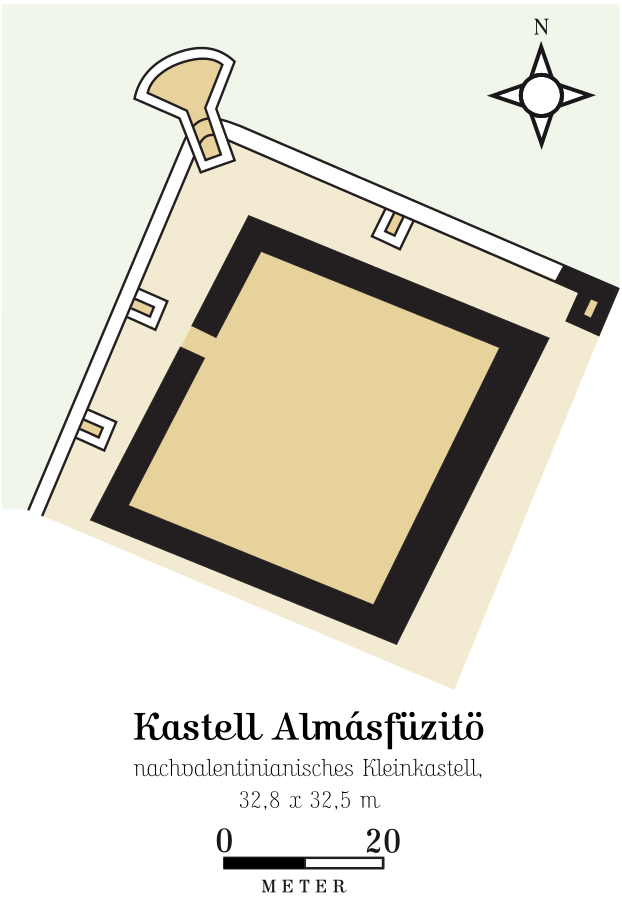
Forte dell'epoca post valentiniana

In età postvalentiniana, la gran parte del forte fu abbandonata e, nell'angolo nordoccidentale, si costruì un fortino a forma di diamante, investigato da Bíró, che misurava 32,8 × 32,5 metri e possedeva mura di cinta spesse 2,2 metri, con molta malta.
I muri interni di questa fortificazione erano progettati sensibilmente meno spessi (0,50 metri) e costruiti "con malta debole".
Soluzioni simili sono note anche da altri siti militari romani lungo il Danubio, in modo particolare in quelli di Dunabogdány e Eining.
A differenza di questi forti di sosta, il piccolo forte di Almásfüzitő non riutilizzò alcuna opera muraria dei forti precedenti, ma fu edificato in completa autonomia. 
Come materiali di costruzione, furono prelevati materiali di spoglio dal forte e dal Vicus.
Bíró poté distinguere tre diverse fasi costruttive all'interno del piccolo forte, che lasciano ancora in sospeso molte questioni sull'uso tardo della fortificazione.
Come riportato dalla Notitia dignitatum, nel forte alloggiava un'unità degli Equites Dalmatae (cavalieri dalmati).

## Forte eVicus

### Forte
Nonostante alcuni risultati significativi - come il rinvenimento delle iscrizioni già citate - nel 1970 non si poté salvare l'area del forte.
Dall'interno del forte finora poco conosciuto, da uno strato di incendio della Porta praetoria, è stata recuperata la maschera facciale dell'elmo di un cavaliere romano.
Inoltre, nel forte si rinvenne una coda di cavallo in bronzo a grandezza naturale, che potrebbe essere appartenuta a una statua equestre imperiale.
Per la storia del sito e l'identificazione del suo nome antico, è importante l'iscrizione di consacrazione già sopra ricordata con la dedica a Giove e a Giunione e risalente agli anni tra il 198 e il 209 d.C.:
In onore dell'imperatore Massimino Trace, del cui periodo è anche l'iscrizione sopra descritta e proveniente dal forte, l'Ala III Augusta Thracum eresse una statua - assegnandole qui il titolo onorifico Maximiniana da Massimino -, alla quale appartiene l'iscrizione onorifica rinvenuta nel 1972 riutilizzata nei resti del forte tardoantico. Il nome dell'imperatore, la cui memoria sarà poi dannata, qui non fu cancellato.
Contemporanea può anche essere una base di statua, che riporta un'iscrizione onoraria per l'imperatore Treboniano Gallo, che nel 252 d.C. assegnò a questo forte l' Ala III Augusta Thracum, qui nota con il nome onorifico Galliana Volusiana conferito da Gallo e da suo figlio Volusiano.

### Vicus e necropoli
Le più antiche costruzioni civili, che in parte sono ancora case a fossa, risalgono alla fine del I e al principio del II secolo d.C.; l'edificio con fondazioni in pietra risalirebbe, invece, all'età severiana (193–235).
Gli scavi hanno rivelato strade lastricate all'interno della zona di insediamento.
Durante la seconda metà del IV secolo, parti del Vicus furono abbandonate e al loro posto sorse un cimitero.
Oltre a oggetti di uso quotidiano, come ad esempio un dado in osso e una piccola fiala da profumo, nel corso degli scavi effettuati tra il 1998 e il 2004, insieme ai già citati sigilli su mattoni si rinvenne una spilla d'argento decorata con smalto verde e placcata d'oro, che mostra un uccello seduto.
In una sepoltura maschile tardoantica del IV secolo scoperta sempre nel corso degli scavi effettuati tra il 1998 e il 2004, si rinvenne una fibula di bronzo con il nodulo a cipolla e con intarsi in niello. In epoca tardoromana, queste fibule erano elementi tipici degli indumenti dei militari romani.

### Pietre miliari
Nel 1966, ad Almásfüzitő si rinvenne una pietra miliare risalente all'anno 238 d.C., quando regnavano gli imperatori Pupieno e Balbino.
La pietra alta 1,92 m fu eretta dalla Legio I Adiutrix pia fidelis di stanza a Brigetio e riporta la distanza di II miglia dal capoluogo della Pannonia superiore Brigetio.
Nell'iscrizione l'aggiunta al nome della legione dell'epiteto Pupina Balbina Gordiana dimostra che questa unità riconobbe il nuovo imperatore.
Un'altra pietra miliare risale al 257 d.C., sotto il regno degli imperatori Valeriano (256–258) e Gallieno (253–268) e reca la misura di II miglia da Brigetio.

### Altre costruzioni romane
Il vasto bacino di accumulo del fango rosso insistente sull'area del sito dell'antica guarnigione copre anche altre strutture romane del Limes.
Oltre a parti del Vicus, vi sono tra gli altri un borgo tardoromano sulla collina Puszta, l'argine della strada del Limes con il ponte sul fiume Fekete e la strada romana che andava dalla porta orientale fino al bivio della strada del Limes con un'ulteriore ponte.

### Argine

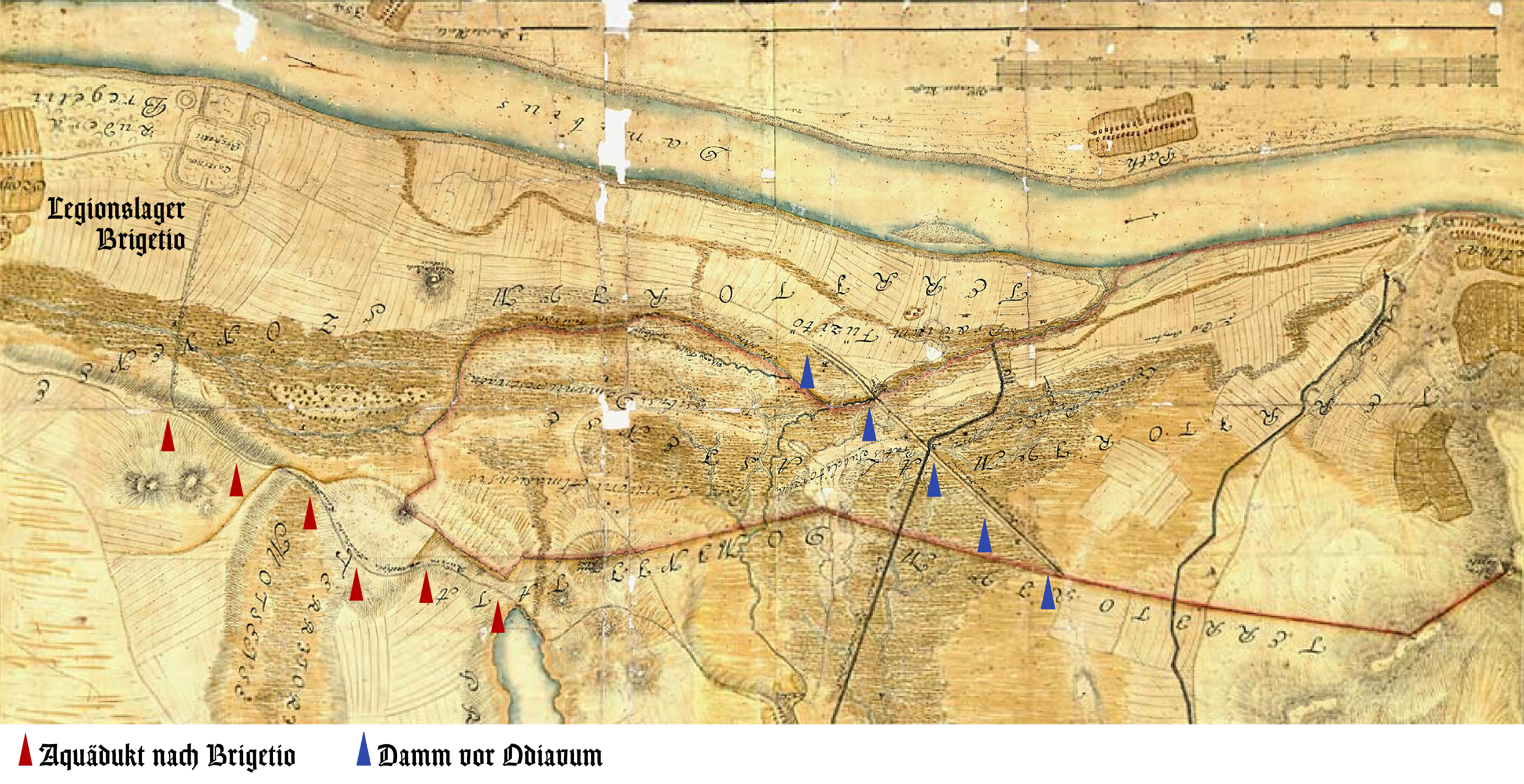
I dintorni di Almásfüzitő con Brigetio sulla mappa di Samuel Mikovíny redatta attorno al 1740

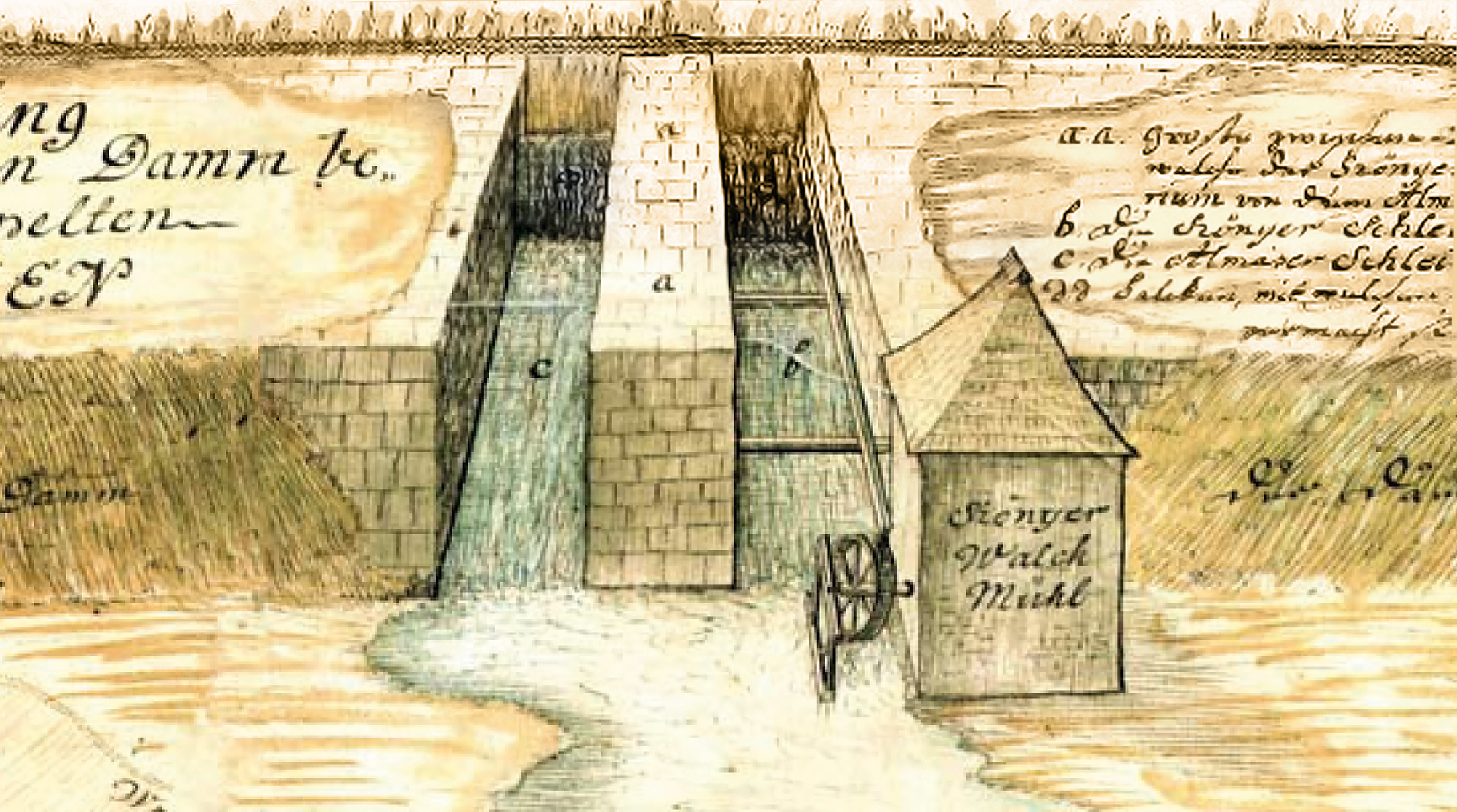
La gualchiera Szőnyer sul fiume Fekete. Si può chiaramente riconoscere l'antica struttura idraulica con la sua confluenza con il fiume - oggi nella zona del canale Szőny-Füzitő

L'argine a protezione del forte e del suo Vicus posto a sudovest e a sud dell'insediamento romano furono oggetto di indagine da parte degli studiosi già nella fase iniziale.
I Romani influenzarono notevolmente il livello dell'acqua nel corso dei secoli con questa opera in pietra oggi in parte demolita. Lo scopo di questa struttura era quello di mantenere il presidio e le sue infrastrutture asciutti. Inoltre, in questo modo si risolveva anche il problema della costruzione della strada in una regione paludosa.
Questo sistema di dighe accompagnato da canali per il convogliamento dell'acqua aveva probabilmente due canali di scarico.
Uno coincideva con l'odierno canale Szőny-Füzitő, l'altro fu interessato dal 1747 dallo scavo del canale Mikoviny, che passa vicino al settore orientale del Vicus.
Lo scarico finale nel Danubio si trovava ad ovest dell'insediamento romano.
La zona orientale della diga fu già documentata in dettaglio da Marsigli.
Essa possedeva due fossati paralleli costruiti in pietra, tra i quali era stato costruito un muro in blocchi di pietra. Nella zona in cui la strada del Limes raggiungeva il basso bacino danubiano dell'Olocene antico, la strada continuava su terrapieno.
Presso l'antico crocevia per Tata, la strada proseguiva sul tratto principale della diga, mentre la strada del Limes proseguiva verso nord-est sulla terra bonificata.
Dopo il ritiro dei Romani dalla Pannonia - non più tardi del primo terzo del V secolo - l'opera fu dimenticata, ma per molti secoli rimase in buone condizioni.
Nel XVIII secolo, costituì il confine tra i proprietari terrieri Szőnyer e Almáser sempre in lite tra di loro.
Nel 1747, la bonifica delle paludi intorno a Tata fu affidata dall'imperatrice Maria Teresa all'ingegnere Samuel Mikovíny.
L'ingegnere mappò lo stato iniziale del sito con l'antica diga, prima di cominciare il suo lavoro, che prevedeva anche la demolizione delle opere edili romane, da cui si recuperarono per essere riutilizzati molti conci.

## Truppe
Di seguito si riportano in ordine cronologico le unità di stanza nel forte di Odiavum:
| Periodo          | Nome delle truppe                                  | Note |
| 101–118/119 d.C. | Ala I Bosporanorum                                 | Sotto l'imperatore Augusto (30 a.C.–14 d.C.) la I unità di cavalleria dei Bosporiani si trovava in Siria. Secondo Lőrincz, queste truppe eressero il forte di legno/terra di Almásfüzitő nel 101 d.C.. Più tardi, l'Ala è ritrovata in Dacia. |
| dal 118/119 d.C. | Ala III Augusta Thracum sagittaria cives Romanorum | Al più tardi dall'88 d.C. la III unità di cavalleria con archi trace fa parte dell'esercito in Siria. Successivamente, l'unità fu trasferita in Pannonia e si insediò tra il 101 e il 118/119 a Carnunto, capoluogo della Provincia della Pannonia superiore. Da Adriano fino all'età tardoromana, questa unità è rilevabile come guarnigione di Almásfüzitő. Questa Ala eresse anche il forte in pietra. Durante il regno dell'imperatore Antonino Pio (138-161), l'unità di cavalleria prese parte alla campagna contro i Mauri in Nord Africa e poi tornò al suo quartiere pannonico. Come riporta l'iscrizione del 252 d.C. sopra descritta, i Traci in questa data si trovavano ancora a Odiavum. Un altare votivo oggi perduto era dedicato al Genio di una Turma (squadrone) dell'Ala. |
| IV secolo d.C.   | Equites Dalmatae                                   | L'insediamento di un'unità della cavalleria dalmata è noto dalla Notitia dignitatum. |

Nel 1972, nel piccolo forte tardoromano, fu rinvenuto un altare dedicato a Giove. L'altare risaliva agli anni 293-305 d.C. e riporta una delle rare iscrizioni militari antiche provenienti dal limes danubiano pannonico.
Si ignora perché i Lanciarii ("lancieri") dovessero trovarsi ad Almásfüzitő. Probabilmente, intervennero in un'operazione militare effettuata in questo settore.
Anche il comandante militare supremo della provincia (Dux), il cavaliere Aurelio Gianuario, lasciò una dedica a Giove ad Almásfüzitő:
Nella letteratura francese, la sigla P S S della quinta linea è sciolta come P(annoniae) S(ecundae) S(aviae).
Questa traduzione è basata sulla prima pubblicazione del testo, pubblicato nel 1875 da Theodor Mommsen.
Oggi, tuttavia, né gli esperti ungheresi, né l'Epigraphische Datenbank Heidelberg seguono questa interpretazione.

## Reperti
I reperti più significativi provenienti dagli scavi sono stati portati nel Kuny Domokos Megyei Múzeum nel castello di Tata. Una selezione di reperti provenienti dagli scavi in corso dal 1998 nel villaggio del forte è visitabile nella biblioteca comunale di Almásfüzitő presso il Fekete István Park.
Alcuni monumenti in pietra furono trasferiti a Komárom, presso il lapidario di Fort Igmándi del Klapka György Múzeum, e nel Museo nazionale ungherese di Budapest.

## Conservazione
I monumenti dell'Ungheria sono protetti e sono iscritti nel registro dei monumenti ai sensi della legge n. LXIV del 2001. Tutti gli elementi costitutivi del Limes sono classificati come siti archeologici in accordo con il § 3.1 che tutela i beni culturali di interesse nazionale. Tutti i reperti sono di proprietà dello Stato in accordo con il § 2.1, indipendentemente da dove sia il luogo di rinvenimento.
La violazione delle regole di esportazione costituiscono reato o crimine ed è punibile con la reclusione fino a tre anni.